# اولترابوک

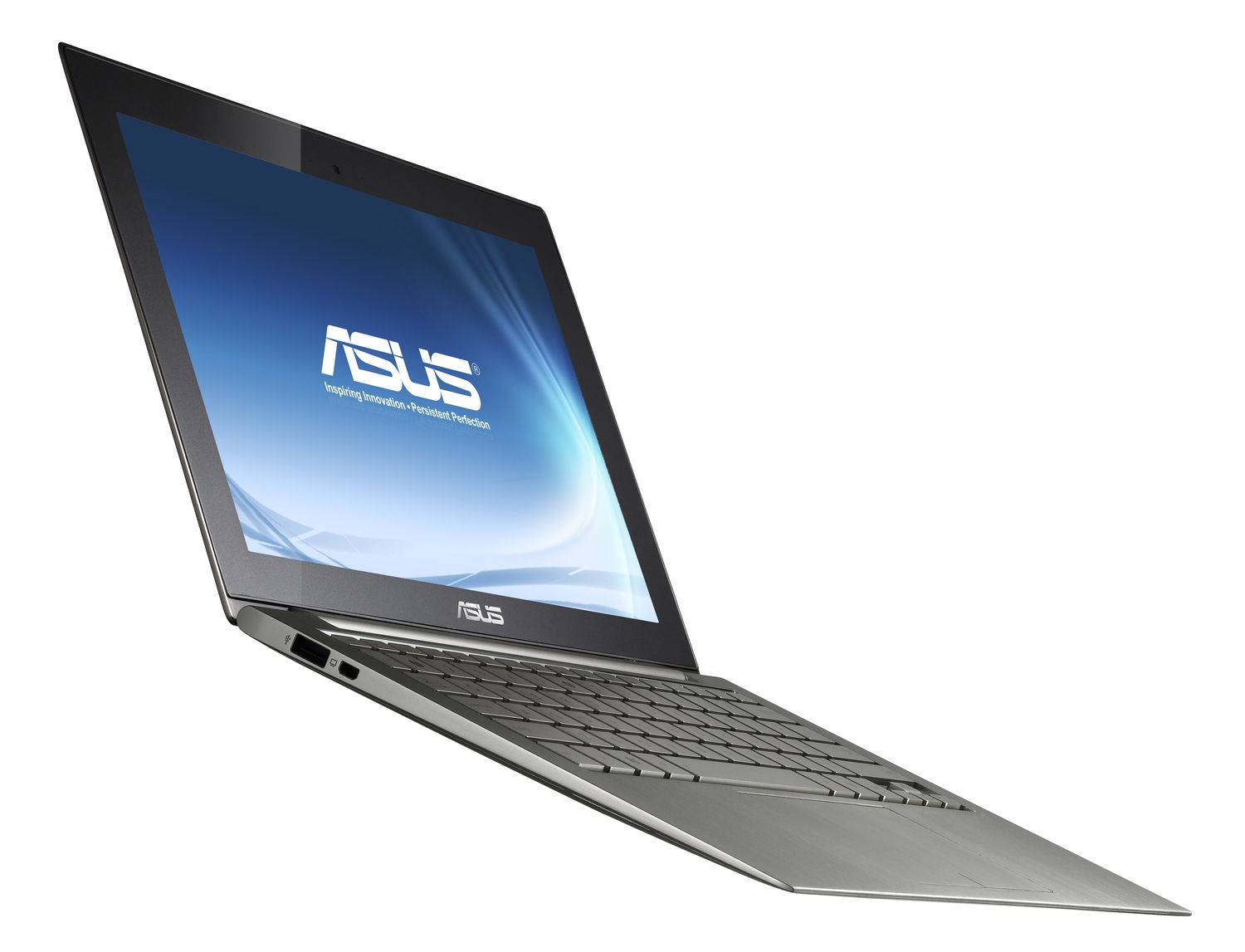
ایسوس UX21 اولترابوک

اولترابوک (به انگلیسی: Ultrabook) نسل جدیدی از خانواده‌های لپ‌تاپ می‌باشد که اواخر سال ۲۰۱۱ توسط شرکت اینتل معرفی و ثبت شد. این کامپیوترهای قابل حمل ویژگی‌هایی همچون وزن کم، ضخامت بسیار کم، سرعت بوت شدن بالا اندازه کوچک و عمر باتری زیاد نسبت به لپ‌تاپ‌ها دانست. با توجه به اندازه محدود آنها، به‌طور معمول ویژگی‌های لپ‌تاپ مانند هارد دیسک و پورت اترنت حذف شده‌است. این نام تجاری هم‌اینک توسط شرکت اینتل خلق و ثبت شده‌است.

## تاریخچه
اینتل در سال ۲۰۱۱ یک صندوق پولی برای تأمین هزینه‌های کار بر روی تکنولوژی‌های نسل بعدی لپ‌تاپ تأسیس کرد. این شرکت ۳۰۰ میلیون دلار را برای استفاده در ۳ تا ۴ سال برای اولترابوک‌ها قرار داد. اولترابوک می‌تواند یک لپ‌تاپ نازک (با قطر کمتر از ۰٫۸ اینچ معادل ۲٫۰۳۲ سانتی‌متر) که دارای پردازنده‌های اینتل است، باشد، همچنین می‌تواند ترکیبی از ویژگی‌های تبلت‌ها مانند صفحه لمسی و عمر باتری زیاد باشد.
توسط این ابتکار بازاریابی و نیز ۳۰۰ میلیون دلار صندوق، اینتل امیدوار به تحت تأثیر قرار دادن بازار رایانه شخصی در مقابل رقابت افزایشی تبلت کامپیوترهایی مثل ipad است. اولترابوک مستقیماً با مک بوک ایر اپل رقابت می‌کند.

## تفاوت اولترابوک با لپ‌تاپ
ضخامت اولترابوک‌ها معمولا بیشتر از ۱۸ میلی‌متر نیست و از سرعت بالاتری نسبت به لپ ‌تاپ برخوردارند که باعث بوت سریعتر لپ‌تاپ خواهد شد و از فناوری Intel Rapid Start بهره می‌برند. قیمت اینگونه لپ‌تاپ‌ها معمولا پایینتر از ۹۹۹ دلار است و صفحه نمایش ۱۳ اینچی دارند. بنابراین اینگونه لپ‌تاپ‌ها کوچکتر، سریعتر و ارزان‌تر هستند.